# Antiblemma nitidaria
Antiblemma nitidaria là một loài bướm đêm trong họ Erebidae.